# Xysticus berlandi
Xysticus berlandi là một loài nhện trong họ Thomisidae.
Loài này thuộc chi Xysticus. Xysticus berlandi được Ehrenfried Schenkel-Haas miêu tả năm 1963.